# Too Many DJ's
Too Many DJ's is een Engelstalige single van de Belgische band Soulwax uit 1998. Voor de single werd het geremixt door David Bascombe.
De single bevatte naast de titelsong nog een live-versie van Pop Life.
Het nummer verscheen op het album Much Against Everyone's Advice.

## Meewerkende artiesten
- Producer
  - David Sardy
- Remix
  - David Bascombe
- Muzikanten
  - David Dewaele (achtergrondzang, gitaar)
  - Stefaan Van Leuven (basgitaar)
  - Stéphane Misseghers (drums)
  - Stephen Dewaele (achtergrondzang, zang)